# Chrysler CI
Der Chrysler Serie CI war ein PKW der Mittelklasse, den Chrysler in Detroit im Modelljahr 1932 herstellte. Er ersetzte die Serie CM und stellte nach Wegfall der kleineren Typen die billigste Chrysler-Modellreihe dar.
Der Wagen besaß einen seitengesteuerten 6-Zylinder-Reihenmotor mit 3670 cm³ Hubraum, der 82 bhp (60 kW) Leistung abgab. Über eine Einscheiben-Trockenkupplung und ein Dreiganggetriebe mit Mittelschaltung wurden die Hinterräder angetrieben. Serienmäßig waren alle vier Räder hydraulisch gebremst. Es wurden acht verschiedene Karosserien angeboten, die im Wesentlichen denen des Vorgängermodells entsprachen. Die offenen Wagen hatten eine neue zweiteilige Windschutzscheibe in V-Form, während die geschlossenen Ausführungen die einteilige Scheibe des Vorgängers behielten. Neu war auch eine Motoraufhängung in Gummilagern und auf Wunsch ein halbautomatisches Getriebe.
18.964 Exemplare entstanden von der Serie CI. Im Modelljahr 1933 ersetzte die überarbeitete Serie CO die Serie CI.

## Quelle
- Beverly R. Kimes, Henry A. Clark: Standard Catalog of American Cars 1805–1942. Krause Publications, Iola 1985, ISBN 0-87341-045-9.